# Klaus Wassermann
Klaus Wassermann (* 28. November 1947; † 9. Januar 2016) war ein deutscher Bauingenieur. Er galt als Pionier der Bauinformatik und des Facilitymanagements.

## Leben
Wassermann studierte von 1970 bis 1974 Bauingenieurwesen an der TU Berlin. 1974/75 absolvierte er eine Graduate study am US-amerikanischen Massachusetts Institute of Technology MIT. In Berlin wurde er bei Peter Jan Pahl mit einer Arbeit über die Formoptimierung von Gewichts- und Bogenstaumauern zum Dr.-Ing. promoviert und wurde 1980 wissenschaftlicher Mitarbeiter am Battelle-Institut in Frankfurt am Main. 1983 erhielt er einen Ruf auf die neuartige- und gegründete Professur für „EDV-gestütztes Entwerfen, Berechnen und Konstruieren im Bauwesen“ an die Technische Universität Kaiserslautern. Er initiierte daraus das Fachgebiet Bauinformatik. 2001 baute er als erster in Deutschland einen universitären Studiengang Facilitymanagement in Kaiserslautern auf. 2013 wurde er emeritiert. 
Hauptlehr- und Forschungsschwerpunkte waren die Numerik und Wahrscheinlichkeitsrechnung sowie Finite Elemente, aus der er den Arbeitsschwerpunkt der objektorientierten Software-Modellierung im Bauwesen formte. Zusammen mit der mb Software im Bauwesen GmbH entwickelte er Praxisanwendungen wie das Baustatikprogramm MicroFe oder in Zusammenarbeit mit der mb AEC Software GmbH die Architektensoftware ViCADo, einem Vorläufer heutiger Building Information Modeling BIM-Anwendungen.

## Schriften
- Formoptimierung von Scheibenkonstruktionen, Berlin 1976, ISBN 3-7983-0463-7
- Formoptimierung mehrdimensionaler kontinuierlicher Konstruktionen am Beispiel von Gewichts- und Bogenstaumauern, Berlin 1980
- Entwicklung eines Standards für innovative IT-Schnittstellen im Facility Management zur Kopplung webbasierter CAFM-Systeme mit neuen Gebäudeautomationstechnologien, Kaiserslautern 2013, zusammen mit Asbjörn Gärtner, Joachim Hohmann